# Ilija Lupulesku
Ilija Lupulesku (Uzdin, 30 ottobre 1967) è un tennistavolista serbo di origini rumene.
Ha partecipato a 5 edizioni dei Giochi olimpici, vincendo la medaglia d'argento nel doppio alle Olimpiadi di Seoul nel 1988 in coppia con Zoran Primorac. Dal 1992 al 1997 è stato sposato con Jasna Fazlić.